# Étoile Molène
L’Étoile Molène est un dundee thonier mixte construit en 1954 pour la pêche au thon dans le golfe de Gascogne et le chalutage en mer d'Irlande.

Désormais il appartient à l'armement Étoile Marine Croisières de Wilfrid Provost comme le ketch Le Renard, l'Étoile du Roy et la goélette Étoile de France. Le 16 juillet 2014, la société Étoile Marine Croisières a changé de propriétaire,.

## Histoire

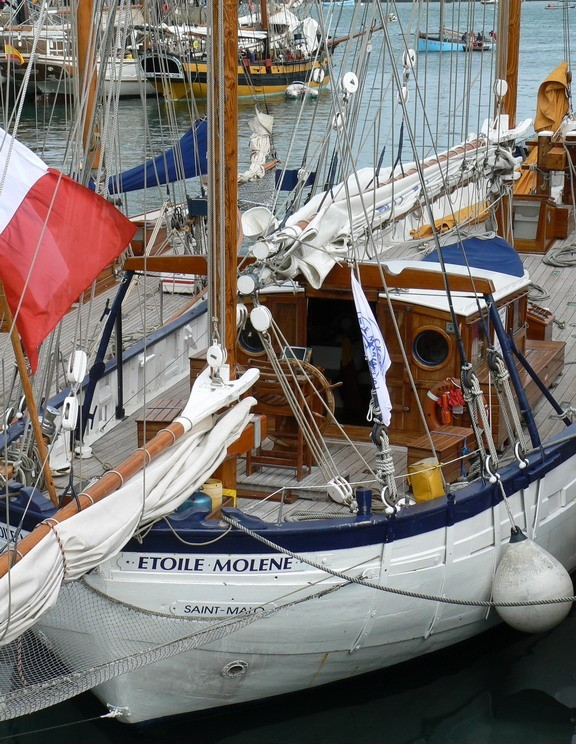
À Brest 2008

Après son désarmement dans le port de Douarnenez, il est abandonné et coule quelques années plus tard. 
Racheté par l'entreprise malouine Etoile Marine Croisières, il est entièrement restauré.
Sa capacité d'accueil est de 28 personnes à la journée, 20 en croisière. Il possède 8 cabines passagers.
C'est un des bateaux de tradition français les plus connus aisément reconnaissable à ses voiles jaune et orange, et à son tapecul. Il a participé à l'Armada de la liberté (Rouen 1994) et à l'Armada du siècle (Rouen 1999), à Brest 2000 et a été présent à Fécamp Grand'Escale 2022. Il a également participé aux festivités du Millénaire de Caen pour le Week-End Maritime du 27 au 29 Juin 2025.